# Sadanoumi Takashi
Sadanoumi Takashi (jap. 佐田の海 貴士; * 11. Mai 1987 in Kumamoto, Präfektur Kumamoto), eigentlich Matsumura Kaname (松村 要), ist ein Sumōringer in der japanischen Makuuchi-Division.

## Sumō-Karriere
Im Jahr 2003 schloss sich Matsumura dem Stall Sakaigawa-beya an. Seit dem Januar 2004 kämpft er als Sadanoumi. Unter diesem Ringnamen war in den 1980er Jahren bereits sein Vater aktiv. Ein Jahr später gelang ihm durch eine 6-1 Bilanz in Jonidan der Aufstieg in die vierthöchste Division Sandanme. Im November 2007 blieb er dort ungeschlagen (7-0) und gewann das erste Turnier (Yusho) seiner Karriere. Somit konnte er 2008 in Makushita debütieren. Auch in dieser Division gewann er ein Turnier (im Januar 2010). 
Im Juli 2010 durfte Sadanoumi zum ersten Mal in Jūryō antreten und erzielte auf Anhieb eine positive Bilanz von 9-6. Bis zum November 2011 hielt er sich in der Jūryō-Division auf, wurde dann jedoch auch aufgrund einer Verletzung, die ihn zu einer Pause zwang, in die Makushita zurückgestuft. Im Januar 2014 legte er schließlich mit einer 11-4 Bilanz ein beeindruckendes Jūryō-Comeback hin. Durch ein knappes Kachi-koshi im folgenden Turnier machte Sadanoumi den Aufstieg in die Makuuchi-Division perfekt. Dort angekommen überzeugte er sofort durch ein 10-5, wofür er mit dem Kantō-shō ausgezeichnet wurde. Beim Hatsu Basho 2015 erreichte er ein Resultat von 9-6 und wurde daraufhin in den Rang des Maegashira 2 befördert. In diesem neuen höchsten Karriere-Rang traf er erstmals auf Gegner aus den San’yaku-Rängen. Gegen diese war er jedoch größtenteils chancenlos und kassierte an den ersten neun Tagen acht Niederlagen. Die sechs ausstehenden Kämpfe konnte er allesamt gewinnen und somit das Turnier immerhin mit einem 7-8 abschließen. Im Mai 2015 erreichte Sadanoumi als Maegashira 3 ein 8-7 und besiegte dabei sowohl den späteren Turniersieger Terunofuji als auch Yokozuna Harumafuji. Als Belohnung erhielt er den ersten Kinboshi seiner Karriere sowie eine Beförderung zum Maegashira 1. Außerdem war er für den Shukun-shō nominiert, der normalerweise an Kämpfer mit einem Kachi-koshi verliehen wird, wenn sie zusätzlich einen Yokozuna oder den Turniersieger geschlagen haben. Am Ende bekam er den Preis jedoch nicht, da er ein Mal kampflos gewonnen und somit tatsächlich nur sieben Siege eingefahren hatte.   

## Kampfstatistik
| Jahr | Hatsu (Januar)         | Haru (März)            | Natsu (Mai)            | Nagoya (Juli)         | Aki (September)       | Kyushu (November)     |
| ---- | ---------------------- | ---------------------- | ---------------------- | --------------------- | --------------------- | --------------------- |
| 2003 |                        | Maezumo                | Jonokuchi 27 West 3-4  | Jonokuchi 12 West 4-3 | Jonidan 100 Ost 2-5   | Jonokuchi 10 West 5-2 |
| 2004 | Jonidan 67 Ost 2-5     | Jonidan 91 West 3-4    | Jonidan 109 Ost 5-2    | Jonidan 65 Ost 4-3    | Jonidan 42 Ost 3-4    | Jonidan 61 West 4-3   |
| 2005 | Jonidan 36 West 6-1    | Sandanme 70 West 4-3   | Sandanme 53 West 1-6   | Sandanme 84 Ost 5-2   | Sandanme 52 West 3-4  | Sandanme 69 West 2-5  |
| 2006 | Sandanme 96 Ost 5-2    | Sandanme 63 Ost 3-4    | Sandanme 78 Ost 5-2    | Sandanme 44 Ost 5-2   | Sandanme 16 Ost 3-4   | Sandanme 30 West 3-4  |
| 2007 | Sandanme 46 Ost 5-2    | Sandanme 20 Ost 4-3    | Sandanme 7 West 1-6    | Sandanme 39 Ost 2-5   | Sandanme 64 West 4-3  | Sandanme 44 Ost 7-0 Y |
| 2008 | Makushita 27 Ost 4-3   | Makushita 20 Ost 2-5   | Makushita 34 Ost 5-2   | Makushita 24 Ost 4-3  | Makushita 20 Ost 1-6  | Makushita 44 West 5-2 |
| 2009 | Makushita 29 West 3-4  | Makushita 38 Ost 4-3   | Makushita 31 Ost 4-3   | Makushita 25 West 3-4 | Makushita 32 West 3-4 | Makushita 40 West 5-2 |
| 2010 | Makushita 29 Ost 7-0 Y | Makushita 2 West 3-4   | Makushita 5 Ost 5-2    | Juryo 14 West 9-6     | Juryo 5 West 6-9      | Juryo 9 West 8-7      |
| 2011 | Juryo 7 Ost 7-8        | abgesagt               | Juryo 8 Ost 5-10       | Juryo 6 Ost 7-8       | Juryo 8 Ost 7-8       | Juryo 9 West 0-0-15   |
| 2012 | Makushita 8 Ost 1-6    | Makushita 23 West 5-2  | Makushita 15 Ost 2-5   | Makushita 25 Ost 5-2  | Makushita 17 Ost 5-2  | Makushita 6 Ost 4-3   |
| 2013 | Makushita 1 West 3-4   | Makushita 4 West 2-3-2 | Makushita 12 Ost 3-4   | Makushita 19 West 4-3 | Makushita 15 West 6-1 | Makushita 5 Ost 4-3   |
| 2014 | Juryo 13 West 11-4     | Juryo 4 West 8-7       | Maegashira 17 Ost 10-5 | Maegashira 11 Ost 6-9 | Maegashira 12 Ost 8-7 | Maegashira 7 West 7-8 |
| 2015 | Maegashira 8 West 9-6  | Maegashira 2 Ost 7-8   | Maegashira 3 Ost 8-7   | Maegashira 1 West 6-9 | Maegashira 3 Ost 6-9  |                       |